# Kostfibre
 Der er for få eller ingen kildehenvisninger i denne artikel, hvilket er et problem. Du kan hjælpe ved at angive troværdige kilder til de påstande, som fremføres i artiklen.

Kostfibre er delvis ufordøjelige kulhydrater fra planter, som i modsætning til stivelse og sukker ikke nedbrydes af tyndtarmens enzymer. Kostfibrene kommer derfor ned i tyktarmen i ufordøjet tilstand. De nedsætter tiden fra fødeindtagelse til afføring, øger udskillelsen af kolesterol,[kilde mangler] nedsætter generelt optagelsen fra tarmen,[kilde mangler] og endelig påvirker de mængden og arten af bakterier i tyktarmen.
I tyktarmen fordøjes kostfibrene delvis af bakterier, og nogle af nedbrydningsprodukterne, de såkaldte kortkædede fedtsyrer, kan optages fra tyktarmen. Dermed tilføres kroppen alligevel lidt energi, men kostfibre er gunstige for en slankekur,[kilde mangler] fordi de mætter og kun tilfører kroppen ganske begrænsede mængder energi. Kostfiber findes især i de grove grøntsager, frugt samt kornprodukter.
Kostfibre hører til gruppen af kulhydrater. Kostfibre er meget vigtige for fordøjelsen, fordi de holder maven i gang og tarmsystemet sundt og rask,[kilde mangler] så forstoppelse undgås.[kilde mangler] Kostfibre har også den vigtige egenskab, at de nedsætter risikoen for at få tarmsygdomme som tyktarmsbetændelse og tarmkræft.[kilde mangler]
Kostfibre binder vand til sig og får tarmene til at arbejde hurtigere og bedre. Derfor skal man også huske at drikke rigeligt, når man spiser fiberrigt.
Kostfibre feder ikke,[kilde mangler] fordi de ikke omdannes til særlig meget energi (kalorier), og alligevel skaber en god mæthedsfølelse, der holder i lang tid.
Kostfibre kan føre til ringere optagelse af maden – og dermed ringere næringsoptagelse og det kan give sig udslag i et vægttab,[kilde mangler] fordi kroppen simpelthen spares for nogle kalorier. 
En voksen person bør spise mellem 25 og 35 g kostfibre dagligt.[kilde mangler]